# Caduta di Kabul (2021)
La caduta di Kabul è stata la seconda presa di Kabul, capitale dell'Afghanistan, da parte dei Talebani il 15 agosto 2021. Ha rappresentato il culmine di un'offensiva militare iniziata nel maggio 2021. Nelle settimane precedenti, gran parte delle capitali provinciali del Paese erano cadute in una rapida successione durante il ritiro delle forze NATO dall'Afghanistan in seguito all'Accordo di Doha del 2020. Mentre gli scontri nella capitale erano ancora in corso, il Presidente dell'Afghanistan Ashraf Ghani ha lasciato il Paese alla volta degli Emirati Arabi Uniti; la sua fuga ha provocato il definitivo collasso delle Forze armate dell'Afghanistan e la capitolazione di Kabul.
La caduta di Kabul ha provocato la fine della Repubblica Islamica dell'Afghanistan, che governava il Paese dal 2004, e la restaurazione dell'Emirato Islamico dell'Afghanistan da parte dei Talebani.
Dopo la partenza del governo degli Stati Uniti ad agosto, centinaia di cittadini statunitensi e, separatamente, centinaia di residenti negli Stati Uniti (titolari di "carta verde") sono stati lasciati indietro.

## Storia

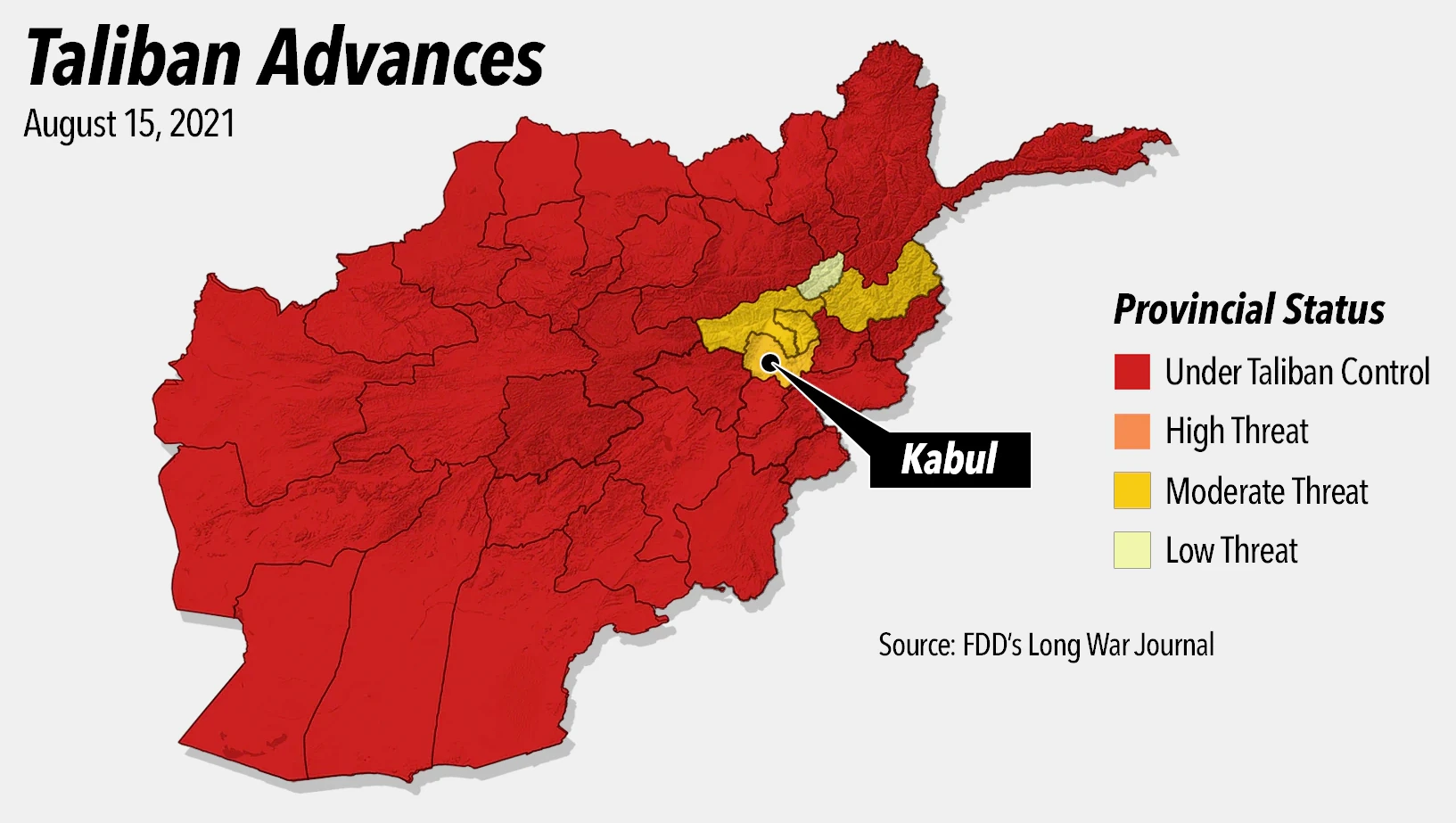
Situazione afghana al 15 agosto 2021

Il 15 agosto 2021, il comando talebano ordinò alle sue forze di fermare l'avanzata alle porte di Kabul, dichiarando che non avrebbero preso la città con la forza, sebbene le loro forze fossero entrate nei suoi sobborghi. La gente del posto ha riferito che i combattenti talebani stavano avanzando nelle aree urbane indipendentemente dalle dichiarazioni ufficiali dei loro leader. Dopo alcuni scontri, gli insorti catturarono la prigione di Pul-e Charkhi e rilasciarono tutti i detenuti, compresi i militanti dell'ISIL e di Al-Qaeda catturati. Anche la base aerea di Bagram e la struttura di detenzione del Parvan, che conteneva 5 000 prigionieri, caddero nelle mani dei talebani. Almeno 22 aerei dell'aeronautica afgana e 24 elicotteri che trasportavano 585 militari afgani sono fuggiti in Uzbekistan. Un A-29 Super Tucano afgano si è schiantato dopo aver attraversato il confine, con le autorità uzbeke che hanno rilasciato rapporti contrastanti sulla causa. Due aerei militari afghani che trasportano più di 100 soldati sono sbarcati nel Tajikistan città di Bokhtar.
Il ministero dell'Interno afghano in una dichiarazione ha affermato che il presidente Ashraf Ghani ha deciso di rinunciare al potere e che si sarebbe formato un governo ad interim guidato dai talebani. In seguito, i combattimenti si spensero, sebbene molti civili rimasero spaventati e si rintanarono nelle loro case. Nella tarda mattinata del 15 agosto, i negoziatori talebani erano arrivati al palazzo presidenziale per iniziare un trasferimento di potere. Sebbene i negoziati fossero tesi, il governo si dichiarò disposto a consegnare pacificamente Kabul ai ribelli, e invitò i civili a mantenere la calma. Al Arabiya riferì che sarebbe stato formato un governo di transizione sotto la guida dell'ex ministro Ali Jalali, ma questo è stato poi negato dai talebani. Lo stesso giorno, i notiziari afghani e indiani affermavano che Ghani aveva lasciato l'Afghanistan, insieme al vicepresidente Amrullah Saleh, entrambi sarebbero volati in Tagikistan. Il palazzo presidenziale di Kabul è stato evacuato dagli elicotteri. Nel frattempo, il co-fondatore talebano Abdul Ghani Baradar è arrivato all'aeroporto di Kabul per preparare la presa del governo. Alle 20:55 ora locale, i talebani hanno affermato di aver preso il controllo del palazzo presidenziale che era stato lasciato libero poche ore prima dal presidente Ghani. Presumibilmente, a tutti gli altri dipendenti del palazzo è stato ordinato di andarsene dopo la partenza di Ghani. Intorno alle 21:12 ora locale, è stato riferito che i talebani avrebbero presto dichiarato l'Emirato islamico dell'Afghanistan dal palazzo presidenziale, tornando al simbolismo ufficiale del governo talebano dal 1996 al 2001. Verso le 23:00 ora locale, Ghani ha pubblicato su Facebook che era fuggito nel tentativo di evitare una sanguinosa battaglia e che "i talebani hanno vinto con il giudizio delle loro spade e pistole".

## Evacuazioni dall'aeroporto di Kabul

### Attività precedente
Dal momento che i talebani si erano impossessati di tutti i valichi di frontiera, l'aeroporto di Kabul rimaneva l'unica via sicura per uscire dall'Afghanistan. Dopo la caduta di Herat il 12 agosto, gli Stati Uniti e il Regno Unito hanno annunciato il dispiegamento di 3 000 e 600 delle loro truppe, rispettivamente, all'aeroporto di Kabul per garantire il trasporto aereo dei loro cittadini, del personale dell'ambasciata e dei cittadini afgani che lavoravano con le forze della coalizione, fuori dal paese. Funzionari americani dissero che tutte le loro forze dovevano ancora lasciare l'Afghanistan entro la fine di agosto. Il 13 agosto è stato inviato un memorandum a tutto il personale dell'ambasciata per ridurre "articoli con loghi di ambasciate o agenzie, bandiere americane o articoli che potrebbero essere utilizzati in modo improprio negli sforzi di propaganda". Colonne di fumo sono stati visti vicino al tetto dell'ambasciata mentre i diplomatici stavano distruggendo rapidamente documenti riservati e altri materiali sensibili. Tra i documenti distrutti c'erano i passaporti dei civili afgani che avevano richiesto i visti.
Il 13 agosto il Governo italiano vara l'Operazione Aquila Omnia per l'esfiltrazione dei collaboratori afghani e del residuo personale diplomatico-militare.
Per garantire la sicurezza delle attività e gestire gli imbarchi sono dislocati presso l'aeroporto di Kabul oltre 120 uomini di vari reparti: 1º Reggimento carabinieri paracadutisti "Tuscania", 187º Reggimento paracadutisti "Folgore", 7º Reggimento carabinieri "Trentino-Alto Adige" e del Reparto Comando Supporti Tattici della Brigata meccanizzata "Granatieri di Sardegna". 
Altresì impegnate unità del Comando interforze per le operazioni delle forze speciali ed uomini di tutti i reparti d'elitè delle Forze Armate (Gruppo Operativo Incursori, 9º Reggimento d'assalto paracadutisti "Col Moschin", 17º Stormo Incursori, Gruppo Intervento Speciale).
Per le Operazioni di volo sono invece impegnati 5 C-130J della 46ª Brigata Aerea per il trasporto degli evacuati presso la base militare italiana di Ali Al Salem, in Kuwait. Da qui, 3 KC-767 del 14º Stormo provvedono all'imbarco con destinazione Roma.

### 15-16 agosto
Mentre i talebani circondavano e iniziavano ad entrare a Kabul, gli elicotteri CH-47 Chinook dell'esercito americano e UH-60 Black Hawk hanno incominciato ad atterrare presso l'ambasciata americana per eseguire le evacuazioni. Un convoglio di SUV è partito dall'ambasciata e, secondo quanto riferito, un elicottero d'attacco è stato visto dispiegare razzi nell'area per difendersi da potenziali abbattimenti. Insieme al personale dell'ambasciata, 5 000 soldati statunitensi e alcuni soldati della NATO sono rimasti in città. Il governo degli Stati Uniti in seguito autorizzò il dispiegamento di 1 000 truppe aggiuntive dall'82º Airborne all'aeroporto, aumentando la presenza di truppe a Kabul a 6 000 per facilitare le evacuazioni.
Una situazione caotica si è sviluppata quando migliaia di civili afghani in fuga si sono precipitati all'aeroporto di Kabul, con centinaia che affollavano le strade nel tentativo di prendere un volo per lasciare la città; alcuni avevano scavalcato i muri di cinta per entrare nella pista di atterraggio. I soldati statunitensi hanno sorvolato con gli elicotteri per disperdere la folla, impiegando granate fumogene e occasionalmente hanno sparato colpi di avvertimento in aria per disperdere le persone che tentavano di imbarcarsi con la forza sugli aerei.
Alcuni video mostravano centinaia di persone che correvano accanto a un aereo da trasporto C-17 militare statunitense in movimento che rullava sulla pista; si potevano vedere alcune persone aggrappate all'aereo, appena sotto l'ala. Secondo quanto riferito, almeno due persone, sono cadute dal carrello subito dopo il decollo. Un altro corpo è stato successivamente trovato nel carrello di atterraggio del C-17. Una delle vittime è identificata come Zaki Anwari, che aveva giocato per la squadra nazionale di calcio giovanile dell'Afghanistan. Tre corpi, tra cui quello di una donna, sono stati trovati vicino all'edificio del terminal passeggeri, ma la loro causa della morte non era chiara, anche se alcuni osservatori hanno ipotizzato che potrebbero essere morti durante una fuga precipitosa. Alla fine è stato confermato che sette persone sono morte durante l'evacuazione dell'aeroporto, inclusi due uomini armati colpiti da arma da fuoco dopo essersi avvicinati ai marines statunitensi, secondo il Dipartimento della Difesa degli Stati Uniti.
Intorno alle 20:30 ora locale, sono emerse notizie secondo cui l'ambasciata degli Stati Uniti stava prendendo fuoco. L'ambasciata ha emesso una dichiarazione che ordina ai cittadini statunitensi della zona di rifugiarsi in loco. Il segretario di Stato Antony Blinken annunciò che l'ambasciata sarebbe stata trasferita all'aeroporto poiché le forze armate statunitensi avevano assunto la sicurezza e il controllo del traffico aereo. Diverse altre nazioni avevano annunciato piani per evacuare le loro ambasciate, tra cui Spagna, Germania, Regno Unito, Paesi Bassi e Danimarca. Il governo tedesco ha annunciato che stava inviando l'A400M Atlas con un contingente di paracadutisti per l'evacuazione, aggiungendo che non avrebbe richiesto l'approvazione parlamentare richiesta per l'operazione fino al completamento della missione. Il governo italiano avrebbe trasferito il personale dell'ambasciata e le famiglie di 30 dipendenti afgani all'aeroporto di Kabul sotto la custodia dei MSU carabinieri per prepararsi all'evacuazione. Si diceva che l'India avesse preparato aerei da trasporto C-17 per evacuare il personale diplomatico indiano, ma aveva previsto che i talebani avrebbero impiegato più tempo per catturare Kabul. Un gruppo di diplomatici indiani è stato scortato all'aeroporto dai talebani, negoziando la scorta dopo essere stati bloccati più volte il loro passaggio dall'ambasciata indiana dai talebani. L'Albania ha affermato di aver accettato la richiesta degli Stati Uniti di fungere da hub di transito per gli sfollati.
Un volo di Emirates Airlines per Kabul è stato bloccato e successivamente dirottato Dubai, mentre la compagnia aerea degli Emirati Arabi Uniti Flydubai ha annunciato che avrebbe sospeso i voli per Kabul il 16 agosto. Entro il 16 agosto, anche la maggior parte delle altre compagnie aeree aveva annunciato la sospensione dei voli per Kabul. L'Autorità per l'aviazione civile afgana ha annunciato di aver rilasciato lo spazio aereo di Kabul ai militari e ha avvertito che "qualsiasi transito attraverso lo spazio aereo di Kabul sarà incontrollato".
Il Pentagono ha confermato il 16 agosto che il capo del comando centrale degli Stati Uniti, il generale Kenneth F. McKenzie Jr., ha incontrato i leader talebani in Qatar per ottenere un accordo. Secondo quanto riferito, i talebani hanno accettato di consentire ai voli di evacuazione americani all'aeroporto di Kabul di procedere senza inibizioni.
I ponti aerei internazionali degli sfollati sono ripresi il 17 agosto a seguito di un'interruzione temporanea per liberare la pista dai civili quando il Pentagono confermava che l'aeroporto era aperto a tutti i voli militari e a voli commerciali limitati. Funzionari del Pentagono hanno aggiunto che gli sforzi di evacuazione dovrebbero accelerare e dovrebbero continuare fino al 31 agosto.
Una fotografia di oltre 800 rifugiati stipati in un C-17 americano in decollo da Kabul è stata ampiamente condivisa sui social media. Il quotidiano francese Le Monde ha affermato che la foto era diventata "un simbolo della fuga dai talebani".
Un altro video è diventato virale il 17 agosto, in cui un uomo che tentava di fuggire dal paese ha registrato se stesso e altri mentre si aggrappavano a un aereo militare C-17. Una fotografia di un soldato americano che stringeva la bandiera arrotolata dell'ambasciata americana durante le evacuazioni è emersa ed è stata diffusa dai media.

### 17-22 agosto

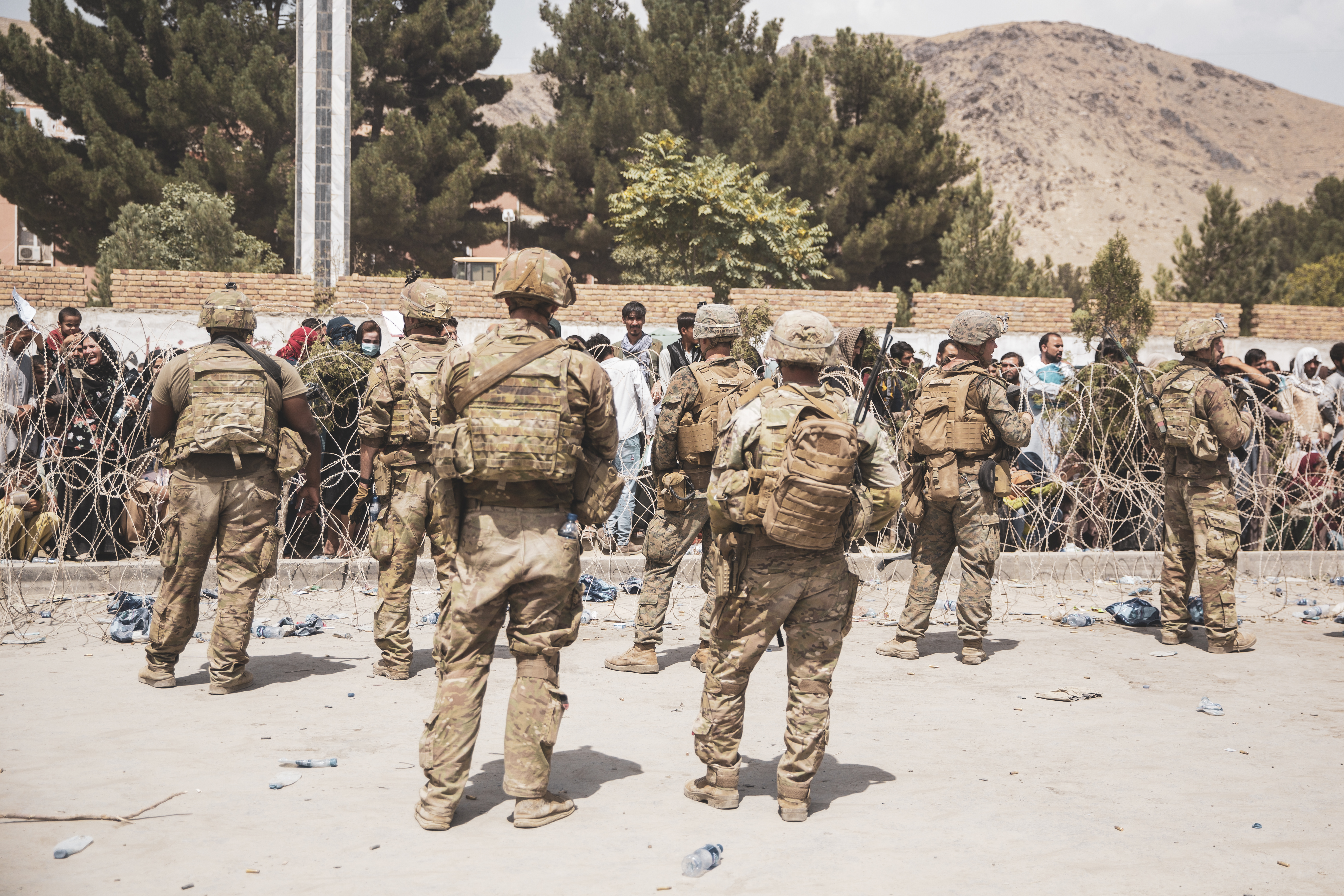
Militari addetti all'evacuazione il 19 agosto 2021

Il 18 agosto, un interprete afghano che aveva lavorato per l'esercito australiano era stato colpito a una gamba dai talebani mentre attraversava un posto di blocco che portava all'aeroporto. Lo stesso giorno, il primo volo di evacuazione australiano era partito dall'aeroporto con solo 26 persone a bordo, nonostante avesse una capacità di oltre 120. Anche il primo volo di evacuazione tedesco del giorno prima aveva trasportato un basso numero di sfollati, in decollo con solo 7 a bordo.
Il 19 agosto, il segretario alla Difesa britannico Ben Wallace ha dichiarato che i voli di evacuazione non potevano portare i bambini non accompagnati dopo che una serie di video pubblicati sui social media mostravano famiglie disperate che tentavano di convincere i soldati della NATO a portare i loro bambini in salvo. The Guardian riferì che il governo britannico aveva informato le 125 guardie afgane che stavano sorvegliando l'ambasciata britannica a Kabul che non sarebbe stato loro offerto asilo nel Regno Unito perché erano state assunte da una società di sicurezza privata. Le guardie dell'ambasciata Usa erano già state evacuate.
Quella sera, il governo finlandese ha annunciato che si stava preparando a inviare truppe all'aeroporto per assistere nelle evacuazioni, con circa 60 cittadini finlandesi ancora bloccati a Kabul. Il quotidiano francese Libération ha ottenuto un rapporto riservato delle Nazioni Unite secondo cui i talebani avevano elenchi prioritari di persone da arrestare e stavano anche prendendo di mira le famiglie di persone che avevano lavorato con il governo e la NATO.
Il 21 agosto, The Indian Express ha riferito che i talebani avevano bloccato 72 sikh afghani e indù dall'imbarco su un volo di evacuazione dell'aeronautica indiana. Kim Sengupta del The Independent ha riferito che almeno quattro donne sono state schiacciate a morte di corsa su una strada stretta che porta all'aeroporto. Nel pomeriggio, il governo degli Stati Uniti consigliava ai cittadini americani di non recarsi all'aeroporto a causa di potenziali rischi.
Il 22 agosto, l'Australian Broadcasting Corporation ha rivelato che il governo australiano aveva negato i visti a oltre 100 afgani che avevano lavorato come guardie di sicurezza per l'ambasciata australiana. Quella sera, Lloyd Austin, Segretario alla Difesa degli Stati Uniti, ordinò l'attivazione dell'American Civil Reserve Air Fleet per aiutare nelle evacuazioni, solo la terza volta nella storia che la flotta era stata attivata. Alla fine della giornata, almeno 28 000 persone erano state ufficialmente evacuate da Kabul e 13 paesi avevano accettato di ospitare temporaneamente rifugiati americani, ma decine di migliaia di cittadini stranieri e afgani a rischio erano rimasti bloccati a Kabul.
Il 20 agosto il Ministero della difesa italiano annuncia che, al momento, sono oltre 1 500 i cittadini afghani evacuati dal ponte aereo delle Forze Armate.

### 23-31 agosto

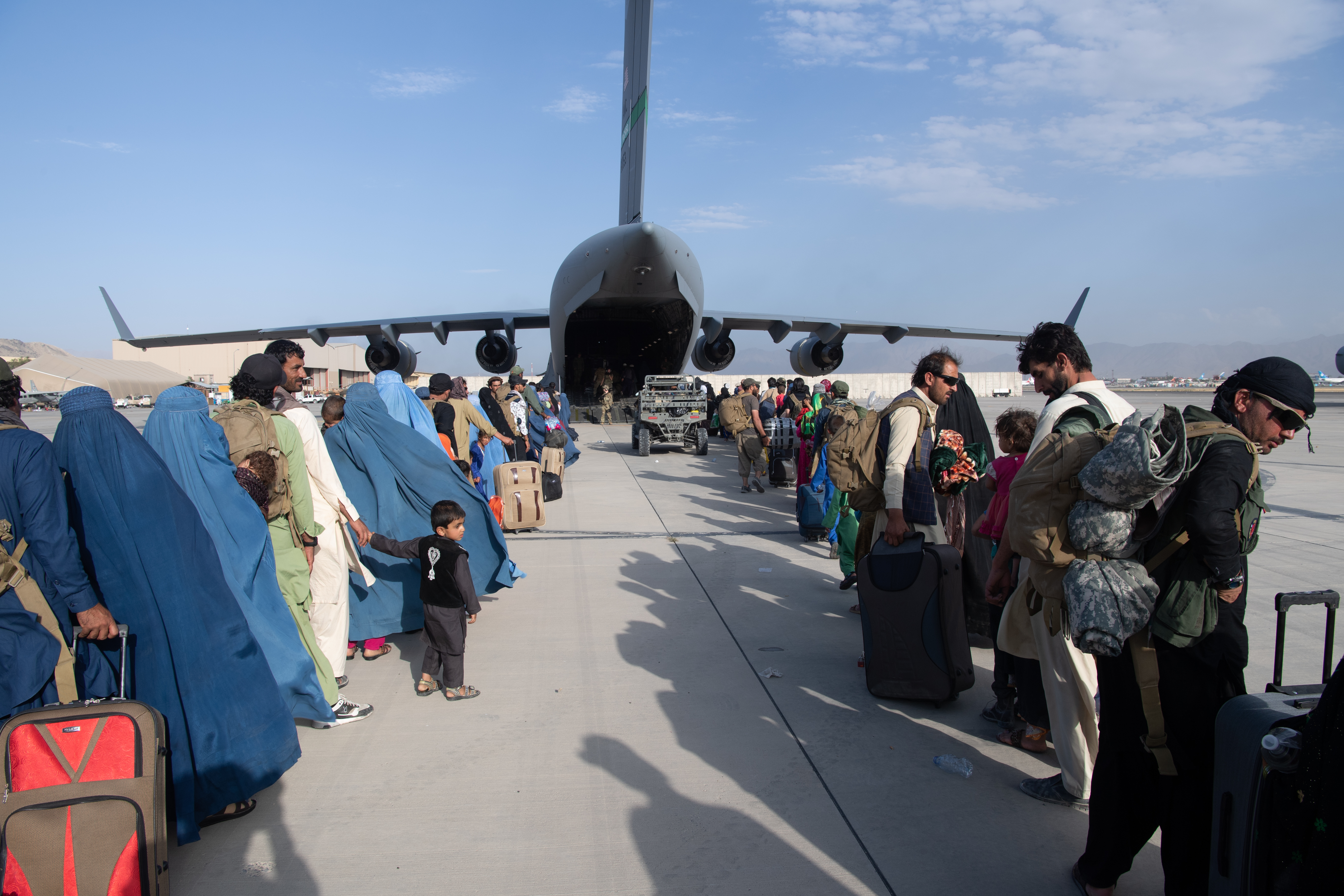
Afghani in fuga il 24 agosto 2021

Il 23 agosto, il governo britannico ha dichiarato che non avrebbe continuato le evacuazioni dopo il ritiro delle forze americane dall'aeroporto; tuttavia, il governo chiese agli americani di non ritirarsi a fine mese in una riunione d'emergenza del G7. I talebani hanno indicato che non sarebbero disposti a prorogare la scadenza del 31 agosto per il ritiro americano. Intorno alle 7 del mattino ora locale, una guardia afgana è stata uccisa e tre ferite in uno scontro a fuoco tra truppe afgane, americane e tedesche e aggressori non identificati. L'Irlanda approvò il dispiegamento di una piccola squadra di forze speciali dall'Army Ranger Wing per evacuare i cittadini irlandesi. Il governo canadese ha confermato ufficialmente che le forze speciali canadesi avevano avviato operazioni al di fuori dell'aeroporto per aiutare a evacuare le persone. Il presidente Biden ha affermato che finora i talebani hanno mantenuto le loro promesse e non hanno intrapreso alcuna azione contro le forze statunitensi che controllano l'aeroporto di Kabul.
Il 23 agosto, il direttore della CIA William J. Burns ha tenuto un incontro segreto a Kabul con il leader talebano Abdul Ghani Baradar, tornato in Afghanistan dall'esilio in Qatar, per discutere la scadenza del 31 agosto per il ritiro militare degli Stati Uniti dall'Afghanistan.
Il 24 agosto, Yevgheniy Yenin, il viceministro ucraino per gli affari esteri, ha affermato che un volo di evacuazione era stato dirottato e portato in Iran. Tuttavia, sia il governo iraniano che quello ucraino hanno negato che si fosse verificato un tale evento.
Il 27 agosto il Governo italiano annuncia la conclusione dell'Operazione Aquila Omnia, con l'avvenuta evacuazione di 5 011 persone (di cui 4 890 cittadini afghani, il maggior numero di esfiltrati dopo USA e Regno Unito).
In 15 giorni sono stati eseguiti 90 voli, con l'impegno di oltre 1 500 militari italiani del Comando Operativo di Vertice Interforze.
L'ultima aliquota di personale militare giungerà a Roma tre giorni dopo.
Il 30 agosto, in anticipo rispetto a quanto stabilito, l'ultimo soldato americano abbandona Kabul. Con l'entrata dei talebani nell'aeroporto di Kabul, può dirsi conclusa la guerra in Afghanistan durata 20 anni (2001-2021).
I restanti afghani che hanno collaborato con l'Occidente potranno partire solamente quando l'aeroporto di Kabul sarà di nuovo aperto per i voli commerciali.

## Attentato all'aeroporto di Kabul del 2021
Il 26 agosto 2021, alle 17:50 ora locale (13:20 UTC), si è verificato un attentato suicida vicino all'Abbey Gate dell'allora Aeroporto Internazionale Hamid Karzai a Kabul, in Afghanistan. Questi attacchi sono avvenuti ore dopo che il Dipartimento di Stato degli Stati Uniti aveva incitato i connazionali ad allontanarsi dallo scalo aereo a causa di una imminente minaccia terroristica. Almeno 200 persone sono state uccise negli attacchi, inclusi 13 membri delle forze armate statunitensi (12 marines e un medico della Marina).
Lo Stato islamico dell'Iraq e del Levante - Provincia di Khorasan (ISIL-KP) ha rivendicato l'attentato. Il 27 agosto, gli Stati Uniti lanciarono un attacco aereo con drone contro tre sospetti membri dell'ISIL-KP nella provincia di Nangarhar.